# Gobiops
Gobiops is een geslacht van uitgestorven temnospondyle Batrachomorpha (basale 'amfibieën') uit het Jura van Mongolië, China en mogelijk Kirgizië.
De typesoort en enige soort Gobiops desertus werd in 1991 benoemd door Sjisjkin. De geslachtsnaam verbindt een verwijzing naar de Gobiwoestijn met een Grieks oops, 'gezicht'. De soortaanduiding, 'verlaten', verwijst naar de woestijn.
Het holotype PIN 4174/102, een linkersquamosum, is gevonden in de Shar Teeg-bedden uit het Laat-Jura van Mongolië die dateren uit het Tithonien. In 1991 werden losse schedelbotten, wervels en delen van de schoudergordel en voorpoten toegewezen. Aanvullend materiaal werd in 2005 beschreven uit de Toutunhe-formatie in het Junggar-bekken uit het Midden-Jura van China. Het betreft wat schedelbotten en intercentra van de wervelkolom. Aangezien deze stammen uit het Callovien is het dubieus of ze tot dezelfde soort behoren.
Het weinig bekende geslacht Ferganobatrachus, in 1990 door Nesow benoemd uit de Shar Teeg, is waarschijnlijk synoniem aan Gobiops.
Gobiops behoort tot de familie Brachyopidae.